# Diskuskastning för damer i friidrott vid olympiska sommarspelen 2024
Damernas diskuskastning vid olympiska sommarspelen 2024 avgjordes den 2 och 5 augusti 2024 på Stade de France i Frankrike. 32 idrottare från 19 nationer deltog i tävlingen. Det var 23:e gången grenen fanns med i ett OS och den har funnits med i varje OS sedan 1928.

Sista kastet och följande firande i diskustävlingen.

Valarie Allman vann förra OS på sitt första kast. Vid världsmästerskapen 2022 vann Feng Bin guldet. Silvret gick till den dubbla olympiska mästaren från 2012 och 2016 Sandra Perković och Allman fick bronset. Perković bytte sitt efternamn till Elkasević efter att ha gift sig med sin tränare 2023. Vid 
världsmästerskapen 2023 pressade Laulauga Tausaga Allman till silver, men hon lyckades inte få iväg någon giltigt kast vid de amerikanska OS-uttagningarna och tog sig inte till Paris OS. Bronset gick till Feng.
I den första omgången av finalen startade Elkasević med 64,25 meter. Vanessa Kamga gick i täten med 65,05 och Feng avslutade rundan med 66,33. Allman tog ledningen i andra omgången med 68,74. I den tredje omgången kastade Elkasević 67,51, vilket matchades exakt i slutet av rundan av Feng. Eftersom Feng hade det bästa näst bästa kastet höll hon andraplatsen. I den fjärde omgången förbättrade Allman sig till 69,50. Det visade sig vara det vinnande då endast Marike Steinacker kunde förbättra sig till 65,37, vilket räckte till en fjärdeplats i de sista omgångarna.
| Spel         | Guld               | Silver        | Brons                     |
| Diskus damer | Valarie Allman USA | Feng Bin Kina | Sandra Elkasević Kroatien |

## Kvalificering till OS-grenen
Kvalificeringsperioden för damernas diskuskastning var mellan 1 juli 2023 och 30 juni 2024. 32 idrottare kvalificerade sig till evenemanget, med högst tre idrottare per nation, genom att klara av kvalificeringsstandarden 64,50 meter eller genom sin världsranking i friidrott för denna gren.

## Schema
Alla tider är CET.
| Datum          | Tid   | Omgång |
| -------------- | ----- | ------ |
| 2 augusti 2024 | 18:55 | Kval   |
| 5 augusti 2024 | 20:30 | Final  |

## Rekord
Innan tävlingens start fanns följande rekord:
| Rekord           | Idrottare              | Längd | Plats                       | Datum             |
| ---------------- | ---------------------- | ----- | --------------------------- | ----------------- |
| Världsrekord     | Gabriele Reinsch (GDR) | 76,80 | Neubrandenburg, Östtyskland | 9 juli 1988       |
| Olympiskt rekord | Martina Hellmann (GDR) | 72,30 | Seoul, Sydkorea             | 29 september 1988 |

| Område                                   | Längd      | Idrottare          | Nation      |
| ---------------------------------------- | ---------- | ------------------ | ----------- |
| Afrika                                   | 64,96      | Chioma Onyekwere   | Nigeria     |
| Asien                                    | 71,68      | Xiao Yanling       | Kina        |
| Europa                                   | 76,80 0VR0 | Gabriele Reinsch   | Östtyskland |
| Nordamerika, Centralamerika och Karibien | 73,09      | Yaime Pérez        | Kuba        |
| Oceanien                                 | 69,64      | Dani Stevens       | Australien  |
| Sydamerika                               | 65,61      | Andressa de Morais | Brasilien   |

## Resultat
Anmärkningarnas förklaring finns längst ner.

### Kval
Idrottarna behövde nå kvalgränsen 64,00 meter 0Q0 eller hamna på de 12 första platserna 0q0 för att gå till final.
| Plac. | Grupp | Idrottare                | Nation        | 1     | 2     | 3     | Resultat | Anmärkning |
| ----- | ----- | ------------------------ | ------------- | ----- | ----- | ----- | -------- | ---------- |
| 1     | A     | Valarie Allman           | USA           | 69,59 |       |       | 69,59    | 0Q0        |
| 2     | B     | Sandra Elkasević         | Kroatien      | 65,63 |       |       | 65,63    | 0Q0        |
| 3     | B     | Feng Bin                 | Kina          | 65,40 |       |       | 65,40    | 0Q0        |
| 4     | B     | Vanessa Kamga            | Sverige       | 65,14 |       |       | 65,14    | 0Q0 NR0    |
| 5     | A     | Jorinde van Klinken      | Nederländerna | 63,68 | 64,81 |       | 64,81    | 0Q0        |
| 6     | B     | Alexandra Emilianov      | Moldavien     | 64,33 |       |       | 64,33    | 0Q0        |
| 7     | A     | Mélina Robert-Michon     | Frankrike     | 63,77 | 62,13 | 59,29 | 63,77    | 0q0        |
| 8     | A     | Kristin Pudenz           | Tyskland      | x     | 63,45 | 63,35 | 63,45    | 0q0        |
| 9     | A     | Daisy Osakue             | Italien       | 56,77 | 63,11 | x     | 63,11    | 0q0        |
| 10    | B     | Irina Rodrigues          | Portugal      | 62,90 | 60,45 | x     | 62,90    | 0q0        |
| 11    | B     | Claudine Vita            | Tyskland      | 59,77 | 62,25 | 62,70 | 62,70    | 0q0        |
| 12    | B     | Marike Steinacker        | Tyskland      | 62,63 | x     | x     | 62,63    | 0q0        |
| 13    | B     | Veronica Fraley          | USA           | 62,54 | 62,30 | 60,95 | 62,54    |            |
| 14    | A     | Liliana Cá               | Portugal      | 57,59 | 62,43 | 59,55 | 62,43    |            |
| 15    | B     | Taryn Gollshewsky        | Australien    | 56,86 | 62,36 | 58,79 | 62,36    | 0PB0       |
| 16    | B     | Alida van Daalen         | Nederländerna | 62,19 | 61,62 | 61,99 | 62,19    |            |
| 17    | B     | Izabela da Silva         | Brasilien     | 61,68 | x     | 61,21 | 61,68    |            |
| 18    | B     | Jayden Ulrich            | USA           | x     | x     | 61.08 | 61,08    |            |
| 19    | B     | Melany del Pilar Matheus | Kuba          | 60,19 | 61,07 | 60,90 | 61,07    |            |
| 20    | B     | Daria Zabawska           | Polen         | 57,84 | 60,48 | 60,86 | 60,86    |            |
| 21    | B     | Chioma Onyekwere         | Nigeria       | 60,78 | 60,66 | x     | 60,78    |            |
| 22    | A     | Ieva Gumbs               | Litauen       | x     | 60,37 | 56,88 | 60,37    |            |
| 23    | A     | Marija Tolj              | Kroatien      | 59,87 | 59,27 | x     | 59,87    |            |
| 24    | A     | Lisa Brix Pedersen       | Danmark       | 59,81 | x     | 57,75 | 59,81    |            |
| 25    | A     | Silinda Moráles          | Kuba          | 59,46 | 58.30 | 55,20 | 59,46    |            |
| 26    | A     | Andressa de Morais       | Brasilien     | 52,24 | 59,14 | 59,43 | 59,43    |            |
| 27    | A     | Caisa-Marie Lindfors     | Sverige       | 56,82 | x     | 59,29 | 59,29    |            |
| 28    | A     | Jiang Zhichao            | Kina          | 56,58 | 57,13 | 59,10 | 59,10    |            |
| 29    | A     | Ashley Anumba            | Nigeria       | 57,23 | x     | 58,83 | 58,83    |            |
| 30    | A     | Subenrat Insaeng         | Thailand      | 58,07 | x     | x     | 58,07    |            |
| 31    | A     | Samantha Hall            | Jamaica       | x     | 54,94 | x     | 54,94    |            |
| 32    | B     | Obiageri Amaechi         | Nigeria       | x     | x     | 45,45 | 45,45    |            |

### Final
| Plac. | Idrottare            | Nation        | 1     | 2     | 3     | 4                | 5                | 6                | Resultat | Anmärk. |
| ----- | -------------------- | ------------- | ----- | ----- | ----- | ---------------- | ---------------- | ---------------- | -------- | ------- |
| 1     | Valarie Allman       | USA           | x     | 68,74 | 68,06 | 69,50            | x                | 69,21            | 69,50    |         |
| 2     | Feng Bin             | Kina          | 66,33 | 64,80 | 67,51 | 67,13            | 67,25            | 65,98            | 67,51    |         |
| 3     | Sandra Elkasević     | Kroatien      | 64,25 | x     | 67,51 | x                | x                | x                | 67,51    |         |
| 4     | Marike Steinacker    | Tyskland      | 54,37 | 61,37 | x     | x                | 65,37            | x                | 65,37    |         |
| 5     | Vanessa Kamga        | Sverige       | 65,05 | x     | x     | 62,32            | x                | x                | 65,05    |         |
| 6     | Claudine Vita        | Tyskland      | 63,62 | x     | 63,25 | x                | 61,25            | 63,03            | 63,62    |         |
| 7     | Jorinde van Klinken  | Nederländerna | 63,35 | 61,50 | x     | x                | x                | 51,23            | 63,35    |         |
| 8     | Daisy Osakue         | Italien       | 63,11 | x     | x     | x                | 62,53            | 60,31            | 63,11    |         |
| 9     | Irina Rodrigues      | Portugal      | 60,39 | 61,19 | x     | Gick inte vidare | Gick inte vidare | Gick inte vidare | 61,19    |         |
| 10    | Kristin Pudenz       | Tyskland      | 60,38 | 60,07 | x     | Gick inte vidare | Gick inte vidare | Gick inte vidare | 60,38    |         |
| 11    | Alexandra Emilianov  | Moldavien     | 58,08 | x     | 58.02 | Gick inte vidare | Gick inte vidare | Gick inte vidare | 58,08    |         |
| 12    | Mélina Robert-Michon | Frankrike     | 56,63 | x     | 57,03 | Gick inte vidare | Gick inte vidare | Gick inte vidare | 57,03    |         |